# Elwira Nurmustafina
Elwira Nurmustafina (kasachisch Эльвира Нурмустафина; * 7. August 1985) ist eine kasachische Fußballschiedsrichterin.
Seit 2010 steht Nurmustafina auf der Liste der FIFA-Schiedsrichter und leitet internationale Fußballpartien.
Im Oktober 2016 pfiff sie mit der Partie Apollon Limassol gegen Slavia Prag (1:1) ihr erstes von bislang drei Spielen in der Women’s Champions League.
Bei der U-17-Europameisterschaft 2016 in Belarus sowie bei der U-19-Europameisterschaft 2019 in Schottland leitete Nurmustafina jeweils zwei Gruppenspiele. Zudem leitete sie Spiele in der Qualifikation für die Europameisterschaften 2017 und 2022 (vier Spiele), in der europäischen WM-Qualifikation für die Weltmeisterschaften 2019 und 2023 (fünf Spiele) sowie Freundschaftsspiele.